# Anuraphis subterranea
Anuraphis subterranea är en insektsart som först beskrevs av Walker 1852.  Anuraphis subterranea ingår i släktet Anuraphis och familjen långrörsbladlöss. Arten är reproducerande i Sverige. Inga underarter finns listade i Catalogue of Life.